# Saint-Germain-du-Plain
Saint-Germain-du-Plain é uma comuna francesa na região administrativa de Borgonha-Franco-Condado, no departamento Saône-et-Loire. Estende-se por uma área de 19,3 km². Em 2010 a comuna tinha 2 350 habitantes (densidade: 121,8 hab./km²).